# Buslinie 84

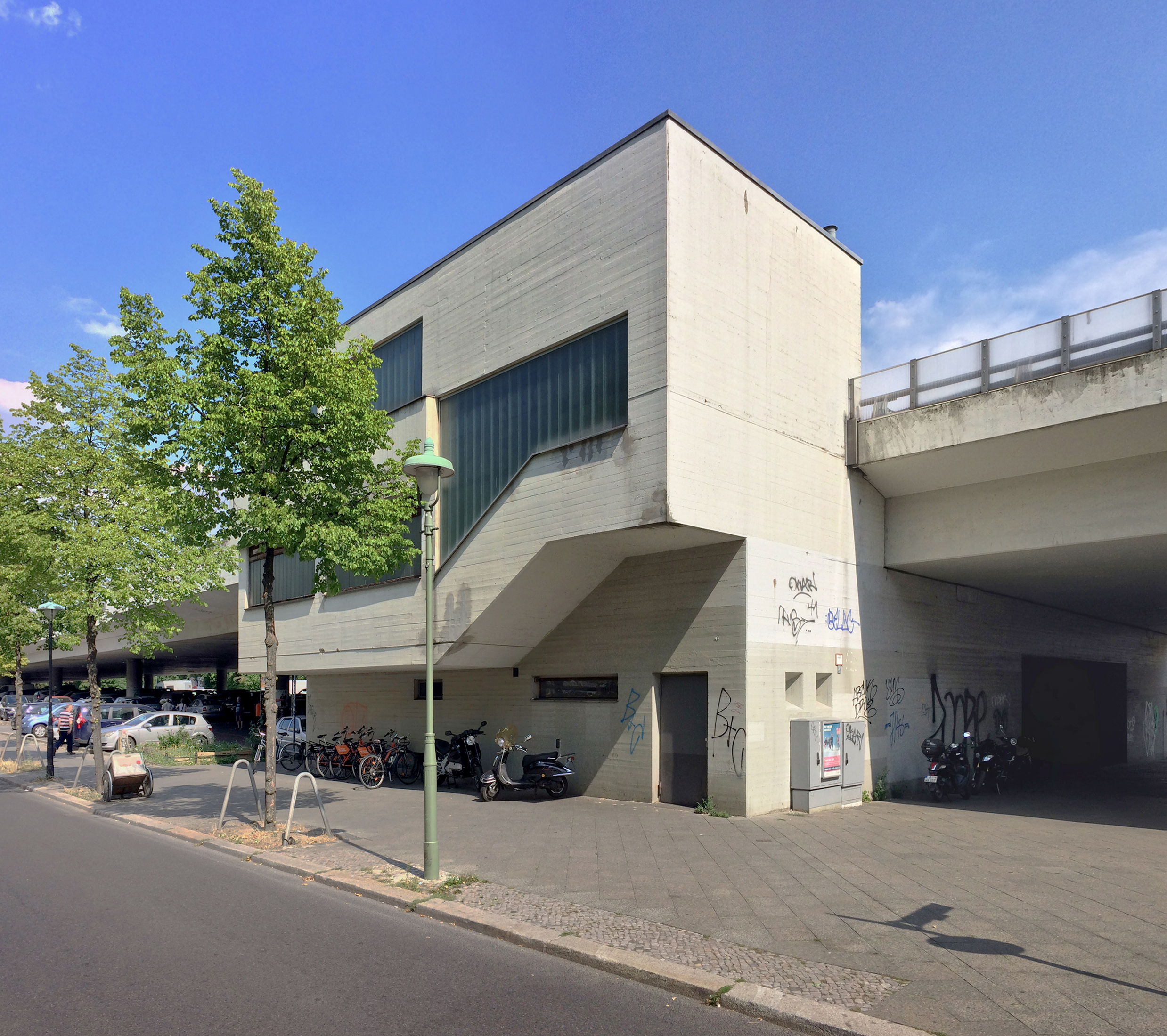
Von Rainer G. Rümmler gestalteter Zugang zur Bushaltestelle, nahe Albrechtstraße/Ecke Düppelstraße

Die West-Berliner Buslinie 84 (bis 1966: A84) verkehrte von 1963 bis 1985 zwischen den Berliner Bezirken Steglitz und Schöneberg, später auch Tiergarten. Sie wurde von der BVG betrieben.
Im Zuge des S-Bahn-Boykotts richtete die BVG mehrere Buslinien ein, die parallel zur S-Bahn verkehrten. Zu ihnen gehörte die Linie 84, die am 2. Mai 1963 eingerichtet wurde und zunächst von der Schöneberger Leberstraße über den Verlauf der Bundesstraße 1 in den Berliner Ortsteil Lichterfelde fuhr. Im Lichterfelder Streckenabschnitt ersetzte sie auch die bei ihrer Eröffnung eingestellte Straßenbahnlinie 74. 1967 wurde sie bis zum U-Bahnhof Kurfürstenstraße an der Grenze zwischen den Bezirken Schöneberg und Tiergarten verlängert.
Seit dem 1. Oktober 1969 befuhr sie den 1968 eröffneten ersten Abschnitt Steglitz – Saarstraße der Westtangente. Für die Haltestellen wurden neben der Standspur Haltebuchten mit Wartehäuschen, die über Treppenhäuser mit dem übrigen Straßenland verbunden waren, angelegt. Die Haltestellen befanden sich in Höhe folgender Punkte: Anschlussstelle Saarstraße, Anschlussstelle Filandastraße und auf Höhe der Albrechtstraße. Zunächst verließ die Linie die Autobahn an der Anschlussstelle Saarstraße. Seit 1977 befuhr sie die gesamte Länge der Westtangente.
Am 1977 eröffneten Autobahnkreuz Schöneberg befindet sich eine Bauvorleistung für die Verlängerung der Autobahn in nördliche Richtung, die bisher nicht realisiert wurde. Hier befindet sich auch eine nie in Betrieb genommene Haltestelle im Brückenbauwerk unter dem Sachsendamm. Möglicherweise war hier eine Umsteigemöglichkeit zur Buslinie 65 angedacht.
Für den Autobahnabschnitt benötigte die Linie eine Fahrzeit von sechs Minuten.
Die Autobuslinie 84 wurde mit Wiederinbetriebnahme der neben der Westtangente verlaufenden S-Bahn unter Betriebsführung durch die BVG im Februar 1985 am 1. Mai 1985 eingestellt. Ein Treppenhaus an der Albrechtstraße wird heute als Kunstgalerie genutzt.

Ehemalige Haltestelle Filandastraße der Linie 84 an der A 103
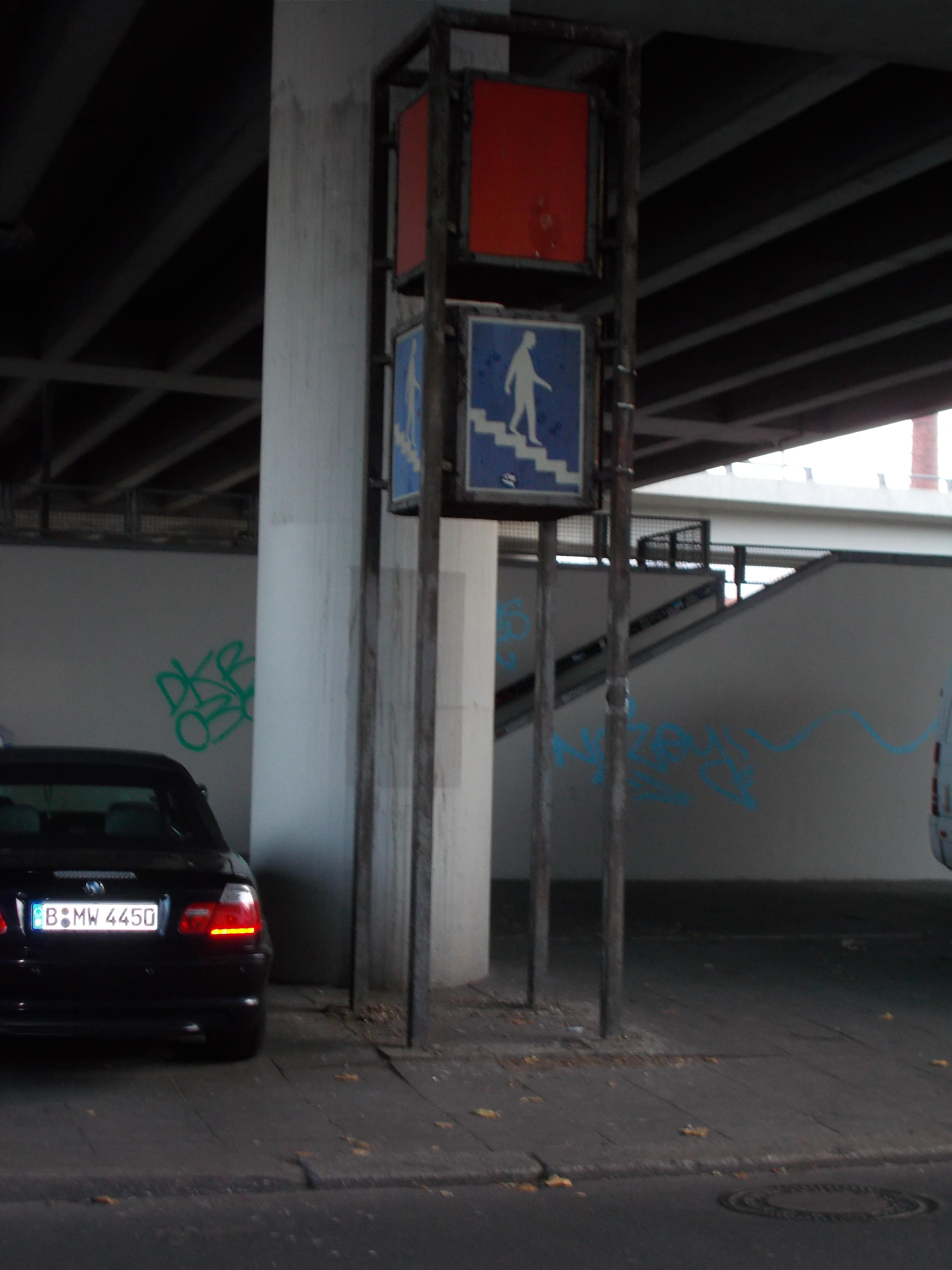
Früheres Hinweisschild in roter Farbe
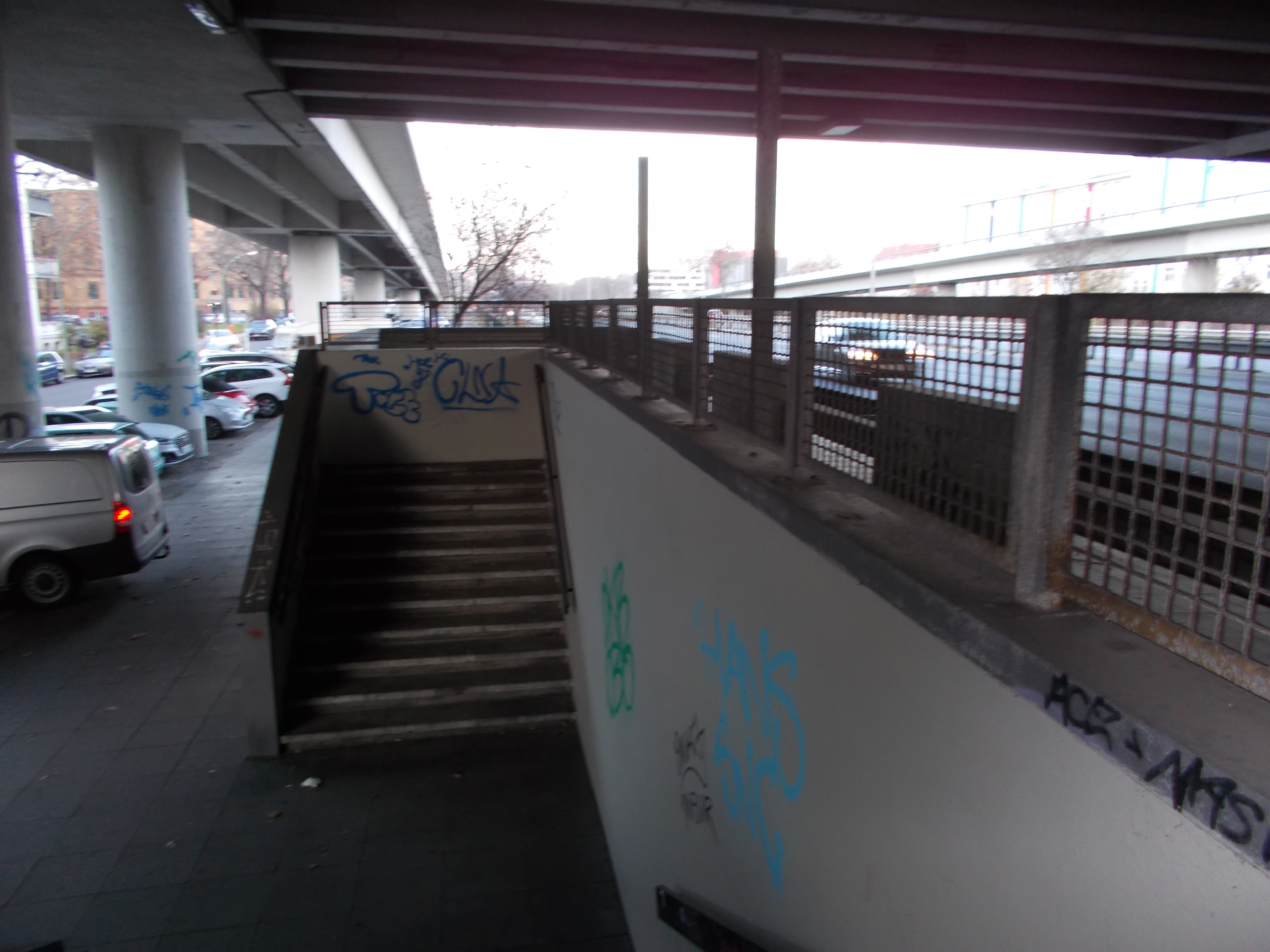
Zugemauerter Zugang am Ende einer Treppe
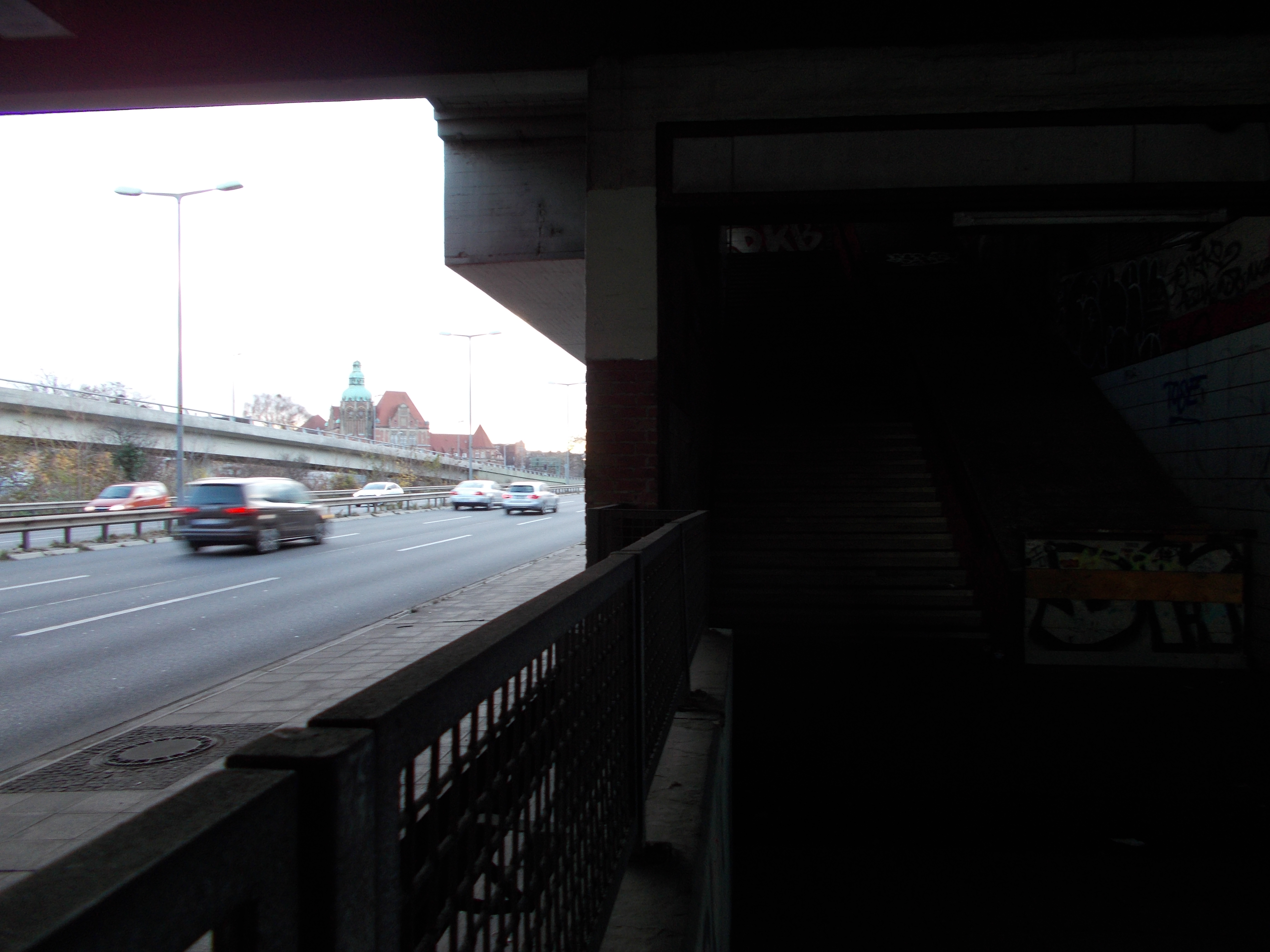
Wartebucht für die Fahrgäste